# Matching Mole (album)
Matching Mole – pierwszy studyjny album grupy Matching Mole nagrany w grudniu 1971, styczniu 1972 i wydany w kwietniu tego samego roku.

## Historia i charakter albumu
Około września 1971 r. Robert Wyatt opuścił Soft Machine z powodu zmiany stylu grupy z psychodelicznego rocka i jazz rocka na styl czysto jazzowy, całkowicie instrumentalny. Grał wtedy także w takich zespołach jak Centipede i Symbiosis, ale pragnął mieć swoją grupę, z którą mógłby wykonywać "proste piosenki".
W październiku 1971 r. z muzykami, którzy dzielili jego idee muzyczne, założył zespół Matching Mole. Nazwa była żartem językowym, przybliżonym oddaniem francuskiego "machine molle" czyli "soft machine". Początkowym zamiarem Wyatta było nagranie solowego albumu i muzycy, których zgromadził, mieli być tylko grupą studyjną bez nazwy. Jednak firma CBS wolała aby nowa płyta była firmowana przez zespół, a nie solowego, byłego muzyka Soft Machine.
Gdy zespół przystąpił do nagrywania albumu nie miał żadnych pieniędzy ani odpowiedniego sprzętu. Sesje nagraniowe odbywały się w nieczynnym studiu CBS, tak zimnym, że Dave Sinclair musiał grać w rękawiczkach. Przez cały okres nagrywania płyty zespół trapiony był przez awarie sprzętu nagłaśniającego, sprzętu nagrywającego i instrumentów.
W lutym odbyły się sesje miksujące nagrania i 14 kwietnia 1972 r. album został wydany.
Nagrania mają charakter bardzo różnorodny, od sentymentalnego otwierającego album "O Caroline", poprzez kompozycje wykorzystujące manipulowanie taśmami, aż do czystego jazz rocka.
Tuż po zakończeniu sesji nagraniowych zespół nagrał (17 stycznia) w Playhouse Theatre dwa utwory "Part of the Dance" i "Instant Kitten" dla programu BBC "Top Gear", które zostały wyemitowane 25 stycznia.
19 lutego grupa wyruszyła na krótkie tournée po Holandii i Belgii.

## Muzycy
- Robert Wyatt – melotron (1, 5, 8), pianino (3), perkusja (wszystkie oprócz 3 i 8), śpiew (1, 2, 3, 5)
- David Sinclair – pianino (1), organy (wszystkie utwory oprócz 3 i 8)
- Phil Miller – gitara (2, 4, 5, 6, 7)
- Bill MacCormick – gitara basowa (2, 4, 5, 6, 7)

gościnnie
- Dave MacRae – elektryczne pianino (2, 4, 6, 7)

## Spis utworów
| 1. | O Caroline (Sinclair/Wyatt)                          | 5:05  |
|    |                                                      |       |
| 2. | Instant Pussy (Wyatt)                                | 2:59  |
|    |                                                      |       |
| 3. | Signed Curtain (Wyatt)                               | 3:06  |
|    |                                                      |       |
| 4. | Part of the Dance (Miller)                           | 9:16  |
|    |                                                      |       |
| 5. | Instant Kitten (Wyatt)                               | 4:58  |
|    |                                                      |       |
| 6. | Dedicated to Hugh, But You Weren't Listening (Wyatt) | 4:39  |
|    |                                                      |       |
| 7. | Beer as in Braindeer (Wyatt)                         | 4:02  |
|    |                                                      |       |
| 8. | Immediate Curtain (Wyatt)                            | 5:57  |
|    |                                                      |       |
|    |                                                      | 40:02 |
|    |                                                      |       |
- Wszystkie kompozycje Roberta Wyatta (oprócz 4) i zatytułowane przez Alfredę Benge.

## Opis płyty
- Producent – Matching Mole
- Producent wykonawczy – Sean Murphy
- Inżynier dźwięku – Mike FitzHenry
- Współpraca przy miksowaniu – Richard Dodd
- Asystent – Phillip Beckwith
- Data nagrania – 29 grudnia, 30 grudnia 1971; 3 stycznia, 4 stycznia, 5 stycznia, 9 stycznia, 10 stycznia, 13 stycznia, 14 stycznia 1972
- Miejsce – CBS Studios, Londyn
- Miksowanie – Nova Studios, Londyn; luty 1972
- Długość – 40:02
- Okładka – Alan Cracknell
- Firma nagraniowa – WB LP CBS (1972); USA LP Columbia (1972)
- Numer katalogowy – 64850
- Data wydania – 14 kwietnia 1972

Inne wydania
- WB LP CBS 32105 (1982); CD Japonia Epic/Sony ES CA 5425 (1991); CD Australia Columbia COL 471 489-2 (1992); CD Francja COL 471 489-2 (1992); CD CBS 64850 (1993); CD Sony Music Entertainment 505478-2 (2001); CD BGO BGOCD 175